# Хагерстранд, Торстен
Торстен Хегерстранд (швед. Stig Torsten Erik Hägerstrand; 11 октября 1916, Мохеда — 3 мая 2004, Лунд) — шведский географ, автор теории пространственной диффузии инноваций, основоположник хроногеографии.

## Биография
Родился в местечке Мохеда в Смоланде в семье школьного учителя. Учился в Лундском университете на географическом факультете, параллельно слушал лекции по истории искусства. Во время учёбы дважды призывался в армию. Первоначально изучал миграции сельского населения Швеции, первая работа на эту тему была опубликована в 1942 году. Продолжал исследования в этой области и в 1950 году опубликовал работу, в которой социально-экономические явления в сельской Швеции рассматривались как процесс диффузии, поддающийся моделированию по методу Монте-Карло. В 1953 году защитил диссертацию в Лундском университете и получил степень доктора, в 1957 году стал профессором университета, где работал до самой смерти.
Поскольку работы Хегерстранда были опубликованы на шведском языке, а Швеция в тот период не являлась важным центром географической науки, его идеи были мало известны до 1960-х годов. В конце 1950-х Хегерстранд посетил университет Вашингтона, который в то время был одним из основных центров социально-экономической географии (в частности, там работал Эдвард Ульман). В 1960 году в Лунде состоялась международная конференция, посвящённая моделированию развития городов, после которой идеи Хегерстранда стали распространяться по всему миру. В 1967 году его книга была переведена на английский язык и издана в Чикаго под названием «Диффузия инноваций как географический процесс». Это вызвало волну увлечения диффузионистскими моделями среди географов Западной Европы и США.
В 1970-х годах интересы Хегерстранда смещаются от изучения диффузии тех или иных явлений в пространстве к исследованию механизмов самой диффузии, прежде всего, интенсивности и эффективности личных контактов. Это направление было названо им «география времени» (time geography). Результаты исследований показывали, сколько времени необходимо потратить в том или ином месте для решения той или иной проблемы. Учитывая большой практический интерес к этим работам, Хегерстранд был привлечён к работе в комиссиях по реформированию территориальной организации социальных учреждений Швеции. Позитивно оценивая результаты этой деятельности, он, тем не менее, был противником приведения социально-экономических реалий к некому «оптимуму», поскольку это подавляет инициативу человека и разрушает местные идентичности. В поздних работах Хегерстранд рассматривал суточные перемещения жителей крупных городов, изучал внутригородские центр-периферийные различия.
В 1980-х годах Торстен Хегерстранд был удостоен большого количества наград и премий, в 1988 году стал одним из основателей Европейской Академии (он и Питер Хаггет — единственные географы среди первых членов). Он умер в Лунде в 2004 году.

## Вклад в науку
Диффузия инноваций
Согласно БРЭ Хегерстранд сформулировал теорию диффузии инноваций, применив впервые метод Монте-Карло для моделирования географических явлений.
Основные положения работ Хегерстранда могут быть сведены к следующему:
- Территориальная диффузия инноваций имеет определенные законы распространения и может быть смоделирована;
- Диффузия инноваций является решающим фактором в определении социального эффекта (прежде всего, миграционного) для центр-периферийных отношений;
- Скорость диффузии зависит не от геометрического расстояния, а от трансляционной способности отдельных городов, через которые она осуществляется, от того, насколько интенсивны и эффективны там контакты между людьми.

Хроногеография
Идеи Хегерстранда были широко восприняты как в экономической, так и в социальной географии и наряду с работами Перру и Фридмана легли в основу ряда программ региональной политики и многочисленных теорий регионального роста, появившихся в 1970—1990-х годах. Методология «временной географии» используется для определения развитости рыночной среды (сколько времени необходимо для регистрации предприятия) в тех или иных странах и регионах. Большое влияние на развитие социально-экономической географии оказало внедрение динамических моделей, она превратилась из пространственной науки в науку пространственно-временную.

## Награды
1992 — Премия Вотрена Люда.